# Литкаріно
Литка́ріно (рос. Лыткарино) — місто обласного значення в Росії, Московська область, адміністративний центр Литкарінського міського округу.

## Символіка
Символіка міського поселення Литкаріна була ухвалена 19 грудня 1989 року, сучасна версія 3 лютого 1999 року. Герб Литкаріна — червлене поле з синім нижнім краєм тонко окантоване сріблом — тонка золота кроква розширена донизу доповнена зверху золотою п'ятиконечною зіркою.
Прапор Литкаріно – червоне полотнище зі співвідношенням ширини до довжини 2:3, який несе зображення фігур міського герба зміщені до держака з блакитною смугою внизу зі співвідношенням 1/6 та відділеної від червоної смуги білою шириною 1/20 загальної ширини.

## Географія
Місто розташоване на лівому березі Москви (вантажний порт), за 28 км на південний схід від столиці і за 10 км на південь від міста Люберці.

## Історія
Поселення Литкаріно вперше згадується у першій половині XV століття у грамоті великого князя Василя ІІ як сільце Лыткорино, яке належало Чудівському монастирю. Назва походить від прізвища Литкар (рос. Лыткарь) — «мешканець берегів річки Литки» (яка колись протікала неподалік від села). Починаючи з XVIII століття зустрічається назва Литкаріно.
На схід від міста знаходяться Литкаринські висоти — родовище скляних кварцових пісків у 6-8 км на південний схід від міста по берегам річки Москви — М'ячковські каменоломні, де добувався білий камінь для московського будівництва у XIV століття-XIX століття. Розробка цих родовищ було головним заняттям мешканців села до початку ХХ століття.
За матеріалами перепису населення 1926 року в селі Литкаріно нараховувалось 764 мешканців, була школа і завод по видобуванню піску. Робітниче селище Литкаріно з 1938 року, статус міста з 1957 року.

## Населення
Населення — 55237 осіб (2010; 50798 у 2002).

## Господарство
Найбільшим підприємством міста ВАТ «Литкарінський завод оптичного скла» який виготовляє підзорні труби, біноклі.

### Транспорт

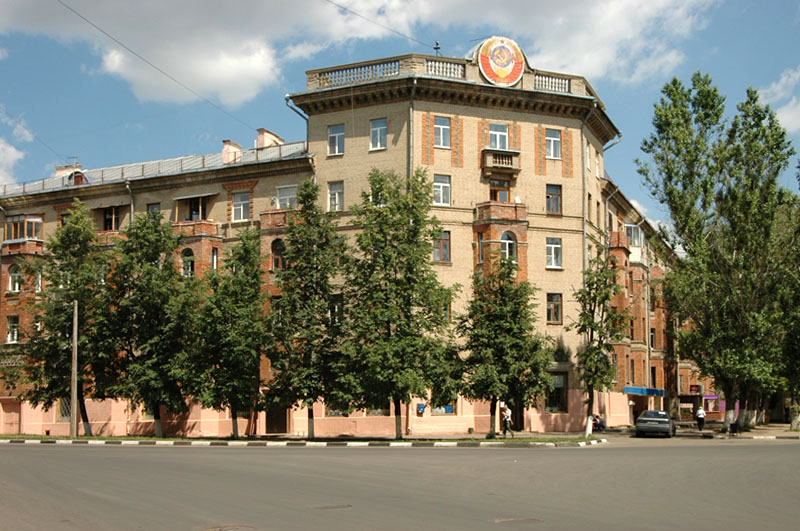
Центр Литкаріно

Транспортне сполучення Литкаріно з Москвою та областю здійснюється автомобільним транспортом по Новорязанському та Рязанському шосе виїзд на які проходить по Литкарінському шосе. Протяжність автомобільних доріг до МКАД складає 14,2 км, до ст. метро Кузьминки (Москва) — 22 км.

### Освіта
У місті працює філія Московського державного університету приладобудування та інформатики.

### Культура, ЗМІ
Історія міста та регіону відображена в експозиції Литкаринського історико-краєзнавчого музею. Також у місті працюють електронні та друковані ЗМІ: телеканал «Литкарі», газета «Лыткаринськие вести», Литкаринське інформаційне агентство Московської області
а також радіостанція «Голос Лыткарино».

### Пам'ятки історії та архітектури
Інтенсивне житлове будівництво у місті розпочалось у 1950-х роках, у 1980-х сформувались адміністративний та торговельний центри міста, зона відпочинку. Водночас у межу міста входить колишня садиба Петровське, яка розташована на березі річки Москви. Садиба належала російським боярським родам Милославським, Наришкіним, Демидовим. У парку над річкою збереглась шатрова Микольська церква (1680-ті рр), зберігся головний садибний дім у стилі класицизму (поч.. 19 ст, перебудований у 1959), Петропавловська церква-ротонда, усипальниця Демидових (1805). У 3 км на захід від Литкаріно колишнє двірське село Острів (заміська резиденція російських царів 16-17 ст) з білокам'яною Преображенською церквою. У 6 км на південний схід від Литкаріно розташоване село Верхнє М'ячково з білокам'яною п'ятибанною церквою Різдва Богоматері (1764 чи 1770 р) з декором у стилі московського бароко.